# 加トちゃんのスーパー黄金伝説
加トちゃんのスーパー黄金伝説（かとちゃんのスーパーおうごんでんせつ）はニッポン放送で1998年から2006年9月まで放送されたバラエティ番組。

## 概要
ニッポン放送は、平日午前のワイド番組枠にて『玉置宏の笑顔でこんにちは!』を番組終了させて、『加トちゃんのラジオでチャッ!チャッ!チャッ!』を開始させたが、聴取率の向上を見込めず番組終了させたため、改めて加藤を起用したミニ番組を1998年上半期番組編成にて『加トちゃんの黄金伝説'98』を編成し、番組開始。
その後、聴取率的に評価が上がった事で、平日ナイターオフ枠のワイド番組の内包番組扱いと月曜にナイター未編成時と交互で編成され続ける事となった。2006年9月で当該番組が終了し、10月がナイターオフ期ではあるが、パシフィック・リーグプレーオフ及び日本シリーズ向けの編成のためブランク扱いにし、同年11月から番組タイトルを改題、リニューアルした『加藤茶のちょっとだけよ』を番組開始する予定であったが、同年10月30日に加藤が1か月以上に渡って微熱と体のだるさが続く体調不良により緊急入院し、StanfordA型大動脈解離と診断され、療養生活を余儀なくされ事で。結果的に開始予定だった『ちょっとだけよ』は、11月を過ぎても開始されず編成については白紙となり、代替番組が編成される事となった。

## 出演者

### 放送終了時点

#### パーソナリティ
- 加藤茶（コメディアン、ミュージシャン）

#### アシスタント
- 那須恵理子（当時：ニッポン放送アナウンサー） - 1998年10月 - 2006年9月
- 桜庭亮平（当時：ニッポン放送、フジテレビアナウンサー） - 1998年10月 - 2006年9月

## 放送時間

### 放送終了時点
- 月曜 18:50 - 19:00 - 2006年4月 - 9月

### 過去
- 月曜 19:00 - 19:10 - 2003年4月 - 9月
- 火曜 20:15 - 20:25 - 2003年10月 - 2004年3月
- 月曜 20:00 - 20:10 - 2004年4月 - 9月
- 金曜 19:40 - 19:50 - 2004年10月 - 2005年3月
- 月曜 19:30 - 19:40 - 2005年4月 - 9月
- 金曜 19:40 - 19:50 - 2005年10月 - 2006年3月

## コーナー
人気コーナーだった「茶太郎と作蔵のおとぼけJIJI放談」、「我が家の記念日→あんたが主役!加トちゃん劇場、「加トちゃんの青春グラフィティ」の3つと共に本番組に引き継がれる形でスタートした。
2005年からは先の3つのコーナーを合わせ「茶太郎と作蔵のギャグ・ブロードバンド」に統一。その中の「おたより道場」のコーナーでは「オレたちブラ男」と称した加藤と桜庭がテンポよく手紙を紹介していた。